# Fiszel Bimko
Fiszel Bimko (ur. 28 grudnia 1890 w Kielcach, zm. 7 kwietnia 1965 w Nowym Jorku) – żydowski prozaik i dramaturg tworzący w jidysz. 

## Życiorys
Syn Icchoka i Chany. Pochodził ze średniozamożnej rodziny chasydzkiej, jego rodzice zajmowali się prowadzeniem sklepu. Nie ukończył świeckiej szkoły, uczęszczając jedynie do chederu. Około 1905 roku zaangażował się w działalność rewolucyjną, przez sześć miesięcy był następnie uwięziony w więzieniu przy ulicy Zamkowej w Kielcach.
Podczas pobytu w więzieniu napisał opowiadanie Di Aveira (Grzech), opublikowane następnie w 1912 roku w Łodzi, w czasopiśmie „Łodzier Togblat”. W tym samym roku wydano także jego pierwszy dramat Ojfn breg Waisl (Na drugim brzegu Wisły). Dramaty jego autorstwa były wystawiane w teatrach jidyszowych w Łodzi i Warszawie, m.in. przez Juliusza Adlera. Ich tematyka dotyczyła problemów społecznych i politycznych polskich Żydów. 
Podczas I wojny światowej ponownie został uwięziony. Powstały wówczas m.in. utwory Porch (Proch), Rektrun (Rekruci) i Fun krig un fun fridn (Z czasów wojny i dni pokoju). W 1919 roku opublikował utwór Ganowin (Złodzieje), opisujący polsko–żydowski półświatek przestępczy.
Od 1921 roku mieszkał w Nowym Jorku. Od tego czasu zajął się tematyką Żydów amerykańskich, w 1938 roku opublikował dramat East Side. W związku z Holokaustem i późniejszym pogromem kieleckim powrócił do tematyki dotyczącej Żydów w Kielcach. Około 1950 roku jego żona, Lonia Bimko została zamordowana.
Był członkiem żydowskiego PEN Clubu, Hebrew Actors Union i Hebrew Actors Club. Był założycielem F. Bimko Literary Fund, przyznawanego dla najlepszej książki napisanej w języku jidysz oraz Lonia Rubenstein Bimko Literary Memorial Fund dla najlepszego utworu dramatycznego w jidysz.